# Unión Deportiva Barbadás
La Unión Deportiva Barbadás-Bentraces es un club de fútbol español del municipio de Barbadanes (Orense). Fue fundado en 1998 y juega en la temporada 2020-21 en la Preferente Galicia.

## Historia
La UD Barbadás nace en 1998 al fusionarse la Escuela de fútbol de Barbadás y la Agrupación Deportiva de Parada Piñor, por la necesidad de dar continuidad a los jugadores que finalizan su estancia en la escuela y para poder seguir jugando dentro del mismo club. La fusión arranca la temporada 1998-99 en 2.ª Regional con M. Morales como entrenador. La temporada transcurre discretamente. La temporada siguiente se consigue el ascenso a 1.ª Regional después de una brillante campaña que rematan con el ascenso ganando al Monterrei por 1-3.

## Datos del club
- Temporadas en 1.ª: 0
- Temporadas en 2.ª: 0
- Temporadas en 2ªB: 0
- Temporadas en 3.ª: 6
- Temporadas en Primera Federación: 0
- Temporadas en Segunda Federación: 0
- Temporadas en Tercera Federación: 1
- Temporadas en Preferente: 14
- Temporadas en 1ª Galicia: 3
- Temporadas en 2ª Galicia: 2
- Mejor puesto en liga: 11.º (3.ª División, temporadas 2013/14 y 2016/17)
- Participaciones en la Copa del Rey: 1 (2022-23)

### Trayectoria temporada a temporada
Notas: (Estructura piramidal de ligas en España)
- En la temporada 2021-2022 se reestructuraron las categorías del fútbol español pasando a denominarse las categorías no profesionales como 1.ª división RFEF que será el equivalente a la 3.ª categoría, 2.ª división RFEF que será el equivalente a la 4.ª categoría y 3.ª división RFEF que será el equivalente a la 5.ª categoría, desapareciendo Segunda División B.

| Temporada | Nivel | Categoría      | Puesto |
| --------- | ----- | -------------- | ------ |
| 1998/99   | 7     | 2.ª Regional   | 5.º    |
| 1999/00   | 7     | 2.ª Regional   | 1.º    |
| 2000/01   | 6     | 1.ª Autonómica | 3.º    |
| 2001/02   | 6     | 1.ª Autonómica | 10.º   |
| 2002/03   | 6     | 1.ª Autonómica | 6.º    |
| 2003/04   | 5     | Preferente     | 16.º   |
| 2004/05   | 5     | Preferente     | 17.º   |
| 2005/06   | 5     | Preferente     | 12.º   |
| 2006/07   | 5     | Preferente     | 9.º    |
| 2007/08   | 5     | Preferente     | 2.º    |
| 2008/09   | 5     | Preferente     | 2.º    |
| 2009/10   | 5     | Preferente     | 9.º    |
| 2010/11   | 5     | Preferente     | 3.º    |

| Temporada | Nivel | Categoría  | Puesto  |
| --------- | ----- | ---------- | ------- |
| 2011/12   | 5     | Preferente | 1.º     |
| 2012/13   | 4     | 3.ª        | 14.º    |
| 2013/14   | 4     | 3.ª        | 11.º    |
| 2014/15   | 4     | 3.ª        | 12.º    |
| 2015/16   | 4     | 3.ª        | 14.º    |
| 2016/17   | 4     | 3.ª        | 11.º    |
| 2017/18   | 4     | 3.ª        | 18.º    |
| 2018/19   | 5     | Preferente | 4.º     |
| 2019/20   | 5     | Preferente | 6.º     |
| 2020/21   | 5     | Preferente | 2* / 4* |
| 2021/22   | 6     | Preferente | 2* / 5* |
| 2022/23   | 6     | Preferente | 1°      |

### Participaciones en Copa del Rey
Fuente:
| Temporada | Ronda                   | Rival                     | Local | Visitante | Global |  | Goleadores                                |
| --------- | ----------------------- | ------------------------- | ----- | --------- | ------ |  | ----------------------------------------- |
| 2022-23   | Previa Interterritorial | Atlético de Lugones S. D. | 2-1   |           | 2-1    |  | '40 Isma, '67 Pablo Nogueiras, '74 Sergio |
| 2022-23   | Primera ronda (1/64)    | Real Valladolid C. F.     | 0-2   |           | 0-2    |  | '12 Marcelo Faria (PP), '39 Sergio León   |

## Palmarés

### Trofeos oficiales
- Segunda Regional de Galicia: (1) 1999-2000
- Regional Preferente de Galicia: (2) 2011-2012/2022-2023